# Генрих VI (король Англии)
Ге́нрих VI (англ. Henry VI, фр. Henri VI; 6 декабря 1421, Виндзорский замок — 21 мая 1471, Тауэр) — третий и последний король Англии из династии Ланкастеров (с 1422 по 1461 и с 1470 по 1471 годы). Единственный из всех английских королей, носивших во время Столетней войны и после неё титул короля Франции, который был на самом деле коронован (1431 год) и царствовал на значительной её части. Стал королём в младенческом возрасте при регентстве своих дядьёв. Впоследствии, женившись на Маргарите Анжуйской, полностью попал под её влияние. Из-за манипуляций жены начал войну с домом Йорков, закончившуюся поражением королевских войск, гибелью Генриха и его сына и пресечением династии Ланкастеров. Большинством историков оценивается как недалёкий и слабый правитель, некоторые причисляют его к слабоумным. Активно занимался благотворительностью и меценатством, покровительствовал церкви, развитию литературы и искусства.

## Король-младенец
Генрих был единственным ребёнком и наследником короля Генриха V. Он родился 6 декабря 1421 года в Виндзоре и был возведён на английский трон после смерти отца 31 августа 1422 года в возрасте восьми месяцев. Генрих стал королём Франции 21 октября 1422 года после смерти своего деда Карла VI на основании Договора в Труа, заключённого в 1420 году. Его матери, Екатерине Валуа, было 20 лет; как дочь Карла VI, она не пользовалась доверием английской знати, и её влияние на воспитание сына было ограничено.

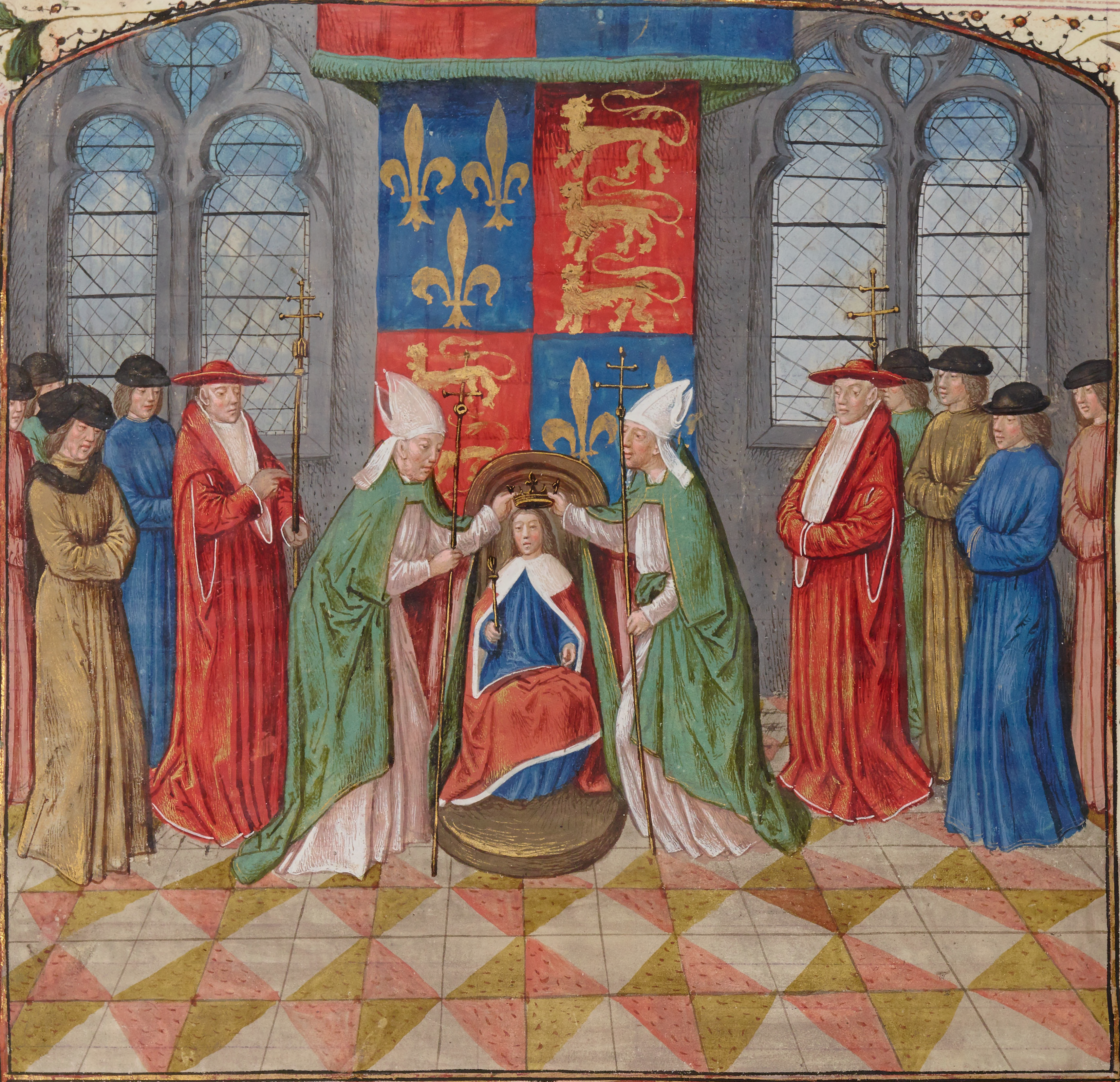
Венчание Генриха VI французской короной (1431). Миниатюра из «Староанглийских хроник» Жана де Ваврена.

28 сентября 1423 года лорды принесли присягу на верность Генриху VI. Был созван парламент и создан регентский совет, действующий до совершеннолетия короля. Старший из живущих сыновей короля Генриха IV, Джон, герцог Бедфорд, был назначен главным регентом и взял на себя руководство войной во Франции. На время его отсутствия правительство Англии возглавлял его младший брат — Хамфри, герцог Глостер, который был провозглашён «Поддержкой и Опорой королевства». Его обязанности были ограничены поддержанием мира и возможностью созыва парламента. Епископ (с 1426 года — кардинал) Генри Бофорт, дядя Генриха V, играл большую роль в совете. После смерти герцога Бедфорда в 1435 году герцог Глостер претендовал на единоличное регентство, но другие члены совета оспорили его право.
Начиная с 1428 года наставником Генриха был граф Уорик, отец которого был активным участником оппозиции правлению Ричарда II.
Единоутробные братья Генриха, Эдмунд и Джаспер, сыновья его матери от второго брака с Оуэном Тюдором, позже получили графства. Эдмунд Тюдор был отцом Генриха Тюдора, который позже стал королём Генрихом VII.
Генрих был коронован королём Англии в Вестминстерском аббатстве 6 ноября 1429 года, за месяц до своего восьмилетия, и королём Франции в Соборе Парижской Богоматери 16 декабря 1431 года.

## Вступление во власть и политика в отношении Франции
В 1437 году, в год смерти матери, Генрих был провозглашён совершеннолетним и принял бразды правления. При дворе Генриха VI властью обладали несколько высокородных фаворитов короля, которые никак не могли прийти к общему мнению по поводу войны с Францией.
После смерти короля Генриха V Англия упустила удачный момент в войне, что, вместе с военными успехами Жанны д’Арк, позволило Валуа стабилизировать ситуацию. Молодой король предпочёл политику мира во Франции, поэтому ему была более близка фракция во главе с кардиналом Бофортом и Уильямом де ла Полем, графом Саффолком, которые относились к этому вопросу таким же образом, в то время как мнение Хамфри, герцога Глостера, и Ричарда, герцога Йоркского, которые выступали за продолжение войны, было проигнорировано.

## Брак с Маргаритой Анжуйской
Кардинал Бофорт и граф Саффолк убедили короля, что лучшим способом поддержания мира с Францией был бы брак с Маргаритой Анжуйской, племянницей жены короля Карла VII. Генрих согласился ещё и потому, что слышал рассказы о восхитительной красоте Маргариты, и послал Саффолка на переговоры с Карлом, который согласился отдать её при условии, что он не будет предоставлять положенное в таких случаях приданое и взамен получит земли Анжу и Мэна от англичан. На этих условиях было подписано соглашение в Туре, но та часть соглашения, в которой говорилось о Мэне и Анжу, была скрыта от парламента. Было понятно, что подобное соглашение будет очень непопулярно в Англии. Бракосочетание состоялось в 1445 году.
Генрих нарушил обещание отдать Мэн и Анжу Карлу, зная, что подобный ход будет очень непопулярен и герцоги Глостер и Йорк активно выступят против. Маргарита же, в свою очередь, была настроена решительно. В 1446 году детали соглашения стали известны, и общественность обрушилась на Саффолка. Генрих VI и Маргарита были вынуждены его защищать.

## Возвышение Саффолка и Сомерсета
В 1447 году граф Саффолк и кардинал Бофорт со своим племянником Эдмундом Бофортом, графом Сомерсетом, побудили королевскую чету инициировать рассмотрение в парламенте дела против герцога Глостерского, обвинённого в измене, но до слушаний дело не дошло из-за внезапной смерти обвиняемого. Многие считали, что герцога убили по приказу королевы, короля или кого-то из их фаворитов. После этого герцог Йоркский, считавшийся возможным наследником трона, был отправлен управлять Ирландией, а графы Саффолк и Сомерсет получили титулы герцогов. Герцог Сомерсет был послан возглавить военную кампанию во Франции.

## Нарастание неурядиц
Монархия становилась всё более непопулярной из-за беззаконий и коррупции, а также из-за продолжающейся потери земель во Франции. Военные действия, предпринятые герцогом Сомерсетом в Нормандии, окончились неудачей, и в 1450 году Нормандия, ранее с трудом завоёванная Генрихом V, воссоединилась с Францией. Возвращающиеся в Англию войска, зачастую не получившие оплаты, добавили беспорядков, а участившиеся набеги на побережье французских пиратов озлобляли население Кента и других прибрежных графств.
В начале мая 1450 года, после получения известий о разгроме английской армии французами при Форминьи, в Кенте вспыхнуло восстание Джека Кэда, выдававшего себя за Джона Мортимера, бастарда графа Эдмунда Марча. Генрих VI сумел собрать для его подавления 10-тысячную армию с артиллерией, но, выдвинувшись из столицы к лагерю бунтовщиков в Блэкхите, обнаружил, что Кэд отступил, и отправил вдогонку ему небольшую часть войск во главе с лордом-верховным констеблем Хамфри Стаффордом и его братом лордом Уильямом. Однако бегство повстанцев оказалось тактической уловкой, и 18 июня им удалось разбить королевские войска в битве при Севеноксе. 3 июля Джек Кэд на несколько дней овладел Лондоном, объявив себя его «лордом» и казнив нескольких непопулярных в народе чиновников. Через несколько дней восстание всё же захлебнулось, не получив поддержки жителей столицы, а 12 июля его отступивший предводитель был смертельно ранен под Льюисом и умер на пути к месту казни, но отдельные отряды крестьян действовали в провинции вплоть до 1454 года.
В 1453 году в результате сражения при Кастийоне была потеряна Гиень с центром в Бордо. Таким образом, Столетняя война завершилась поражением Англии.

## Возвышение герцога Йоркского
В 1452 году герцог Йоркский вернулся из Ирландии, потребовав предоставить себе место в королевском совете и положить конец плохому правлению. Его заявления получили поддержку среди населения, и вскоре он собрал армию в Шрусбери. Тем временем дворцовая партия собрала соизмеримую армию в Лондоне. Две армии встретились к югу от Лондона, и герцог Йоркский предъявил список претензий и требований к королевскому двору, включавший арест Эдмунда Бофорта, герцога Сомерсета. Король сначала согласился, но королева Маргарита вмешалась и предотвратила арест Бофорта. К 1453 году влияние Бофорта снова усилилось, а Йорк был изолирован. Влияние дворцовой партии было усилено также известием о том, что королева беременна. 13 октября 1453 года родился наследник — Эдуард Вестминстерский.
Однако, получив известие о потере Бордо, король испытал психическое расстройство и стал на целый год безразличен ко всему окружающему. Современный эксперт выдвинул гипотезу, что Генрих VI мог страдать шизофренией; среди прочих симптомов отмечается, что у него случались галлюцинации. Вероятно, психическое расстройство было им унаследовано от его деда по матери, Карла VI Безумного. Вместе с тем герцог Йоркский стал приобретать влиятельных союзников. Он был провозглашён правителем, а Бофорт был заключён в Тауэр.
Но в самом конце 1454 года король неожиданно пришёл в себя. Партия Йорков не желала смириться с потерей власти, и разразилось военное противостояние.

## Гражданская война
В 1455 году битвой при Сент-Олбансе началась Война Алой и Белой розы. В 1460 году герцог Йоркский, после победы над королевским войском в битве при Нортгемптоне, вступил в Лондон и объявил себя наследником престола в обход прав Эдуарда Вестминстерского. В ответ Маргарита Анжуйская собрала силы вассалов дома Ланкастеров и в битве при Уэйкфилде рассеяла армию Йорка, который в этом сражении погиб.
Тем не менее в 1461 году после кровавой битвы при Таутоне старший сын Ричарда Йоркского занял трон Англии под именем Эдуарда IV. Маргарита Анжуйская с сыном Эдуардом была вынуждена бежать в Шотландию, оттуда в Уэльс и, наконец, во Францию, чтобы выиграть время и собрать новую армию. Сам король скрывался у своих друзей в Ланкашире и Уэстморленде, пока, наконец, какой-то монах не выдал его врагам. В июле 1465 года Генриха схватили, привезли в Лондон и заключили в Тауэр.
В 1470 году влиятельнейшая фигура в английской политике XV столетия — «делатель королей» Ричард Невилл, 16-й граф Уорик — поссорился с Эдуардом IV, союзником которого он был ранее, и перешёл на сторону Генриха VI. С помощью Уорика Генрих в октябре 1470 году был освобождён и вновь занял престол Англии, а Эдуард IV был вынужден бежать. В период своего второго правления Генрих не имел никакого влияния, всеми делами от его имени заправлял Уорик.
Весной 1471 года Эдуард IV, набрав войско, возвратился в Англию и в битве при Барнете 14 апреля 1471 года наголову разбил армию ланкастерцев во главе с графом Уориком, который погиб в сражении. Вторая армия ланкастерцев под командованием Маргариты Анжуйской и Эдуарда, узнав о гибели Уорика, начала отступление, но была настигнута йоркистами и в битве при Тьюксбери 4 мая 1471 года разгромлена. По одной из версий, сражаясь в этой битве, пал также и наследник, Эдуард Вестминстерский; по другим данным, он был взят в плен, а затем убит.

## Пленение и смерть

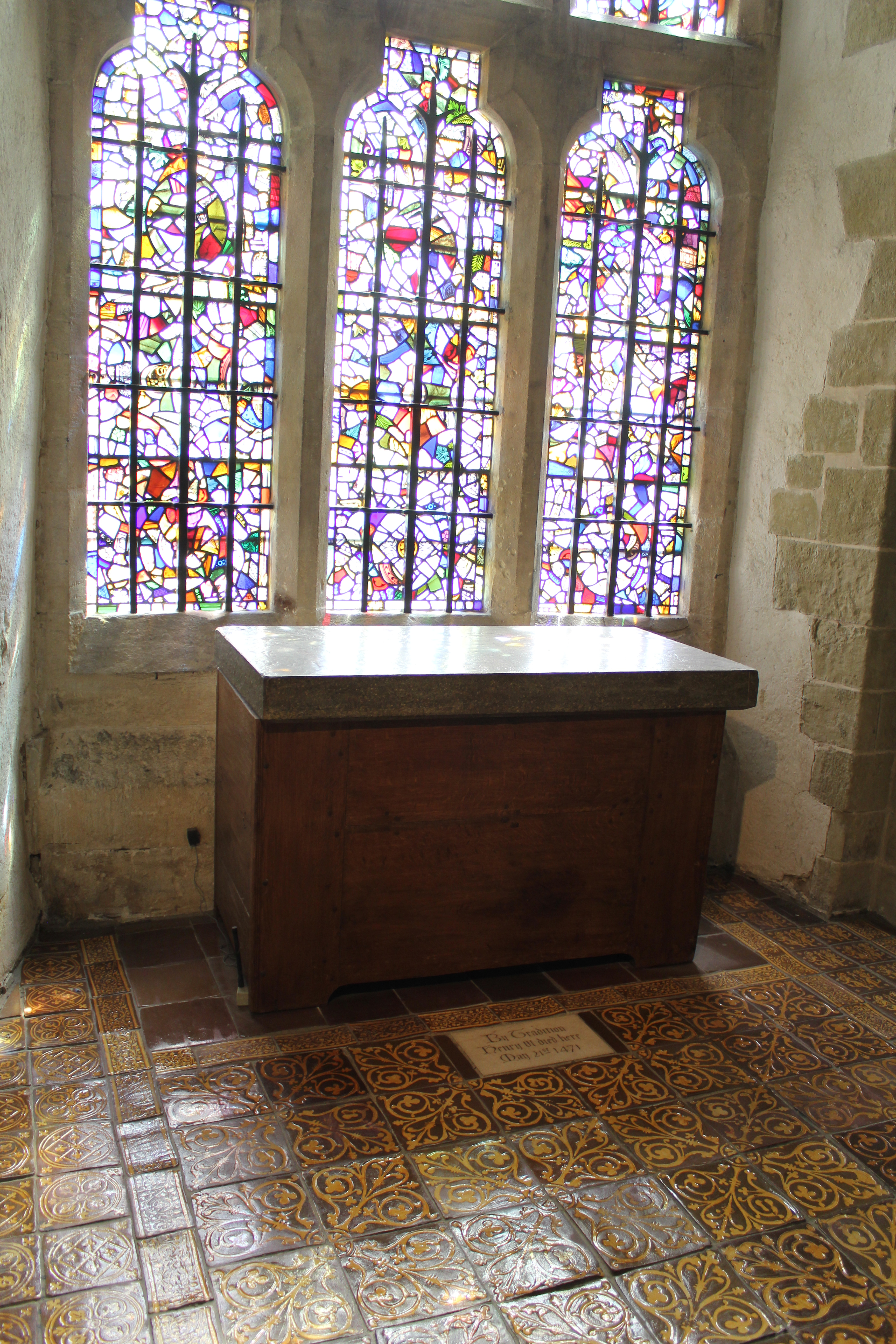
Лондонский Тауэр — место смерти Генриха VI

Генрих был заключён в Тауэр, где и умер ночью 21 мая 1471 года. С большой вероятностью, оппоненты Генриха сохраняли ему жизнь, чтобы у Ланкастеров не было более грозного лидера — Эдуарда, сына Генриха. В соответствии с Историей появления Эдуарда IV — официальной хроникой, благоприятной для Эдуарда IV, — Генрих «умер от меланхолии», услышав новости о битве при Тьюксбери и гибели его сына. Имеются подозрения, что приказ об убийстве отдал Эдуард IV, повторно коронованный наутро после смерти Генриха.
«История Ричарда III» сэра Томаса Мора явно утверждает, что Ричард III убил Генриха, — мнение, которое могло быть унаследовано из мемуаров Commynes' (ed. Blanchard, vol. I, page 204). Другой современный источник, Wakefield’s Chronicle, утверждает, что Генрих умер 23 мая — в день, когда Ричард находился не в Лондоне.
Король Генрих VI был похоронен в аббатстве Чертси; в 1484 году его тело перенесли в часовню Святого Георгия Виндзорского замка по приказу Ричарда III.

## В драматургии
«Генрих VI» — серия из трёх пьес Уильяма Шекспира:
- Генрих VI, часть 1
- Генрих VI, часть 2
- Генрих VI, часть 3

## В кино
- «Ричард III» - фильм (Великобритания, 1995). Роль Генриха VI исполнил Эдвард Джевсбери[англ.].
- «Белая королева» — телесериал (Великобритания-США, 2013). Роль Генриха VI исполнил Дэвид Шелли.
- «Пустая корона» — телесериал (Великобритания, 2016), созданный на основе нескольких исторических хроник Шекспира. Роль Генриха VI исполнил Том Старридж.